# 루비게이트

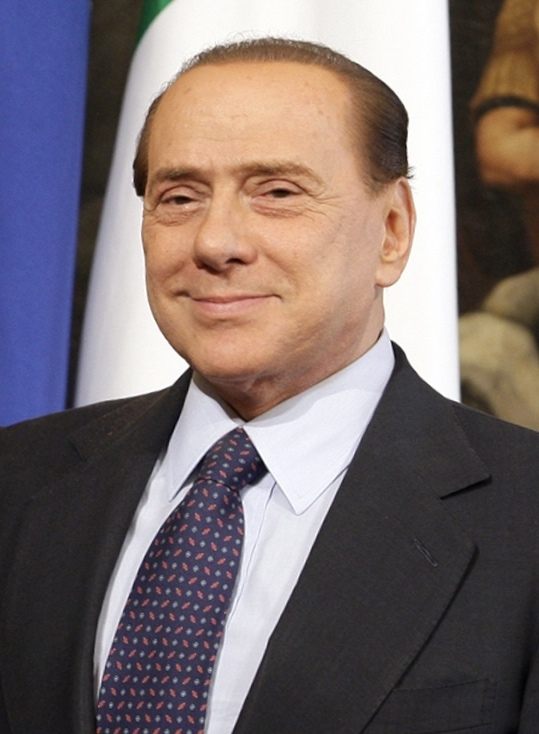
2010년의 실비오 베를루스코니

루비게이트(영어: Rubygate)는 이탈리아의 총리 실비오 베를루스코니가 2010년 2월부터 2010년 5월까지 당시 18세 이하였던 모로코 출신 매춘부인 루비 루바쿠오리(Ruby Rubacuori) 또는 카리마 엘 마루그(Karima El Mahroug)와 성관계를 맺음으로서 벌어진 일련의 스캔들이다.